# George Georgescu

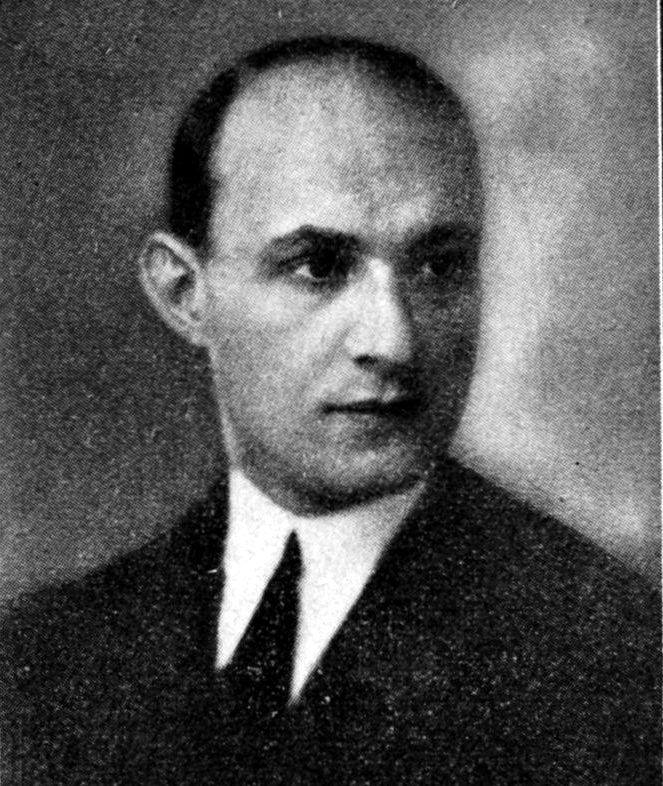

George Georgescu, född 12 september 1887 i Sulina, död 1 september 1964, var en rumänsk violoncellist och dirigent.
Georgescu var medlem av Marteaukvartetten och blev 1919 dirigent för Bukarests symfoniorkester och 1922 chef för rumänska operan i Bukarest. Georgescu gjorde sig känd i Europa och Amerika som dirigent av virtuos och elegant läggning.